# Aranzueque
Aranzueque – gmina w Hiszpanii, w prowincji Guadalajara, w Kastylii-La Mancha, o powierzchni 21,42 km². W 2011 roku gmina liczyła 463 mieszkańców.